# Мршичи
Мршичи (серб. Мршићи / Mršići) — село в общине Власеница Республики Сербской Боснии и Герцеговины. Население составляет 73 человека по переписи 2013 года.